# Merijn Ellenkamp
Merijn Ellenkamp (1985) is een Nederlandse zwemmer. Hij heeft meegedaan aan het Nederlandse Kampioenschap Zwemmen 2007 (langebaan) waar hij brons won op de 50 en 100 meter rugslag.